# شرج آباد
شرج آباد یک منطقهٔ مسکونی در ایران است که در استان اردبیل شهرستان کوثر بخش فیروز دهستان زرج‌آباد واقع شده‌است.فاصله این روستا با مرکز شهرستان39کیلومتر با مرکز استان 110کیلومتر و با شهرستان میانه40کیلومتر می باشد.اهالی این روستا اکثرا ساکن های شهرهای دیگر هستند و در فصول بهار و تابستان در این روستا حضور دارند.
اهالی ساکن این روستا بیشتر به کار دامداری و کشاورزی مشغول هستند،شرج آباد به خاطر کوهستانی بودن دارای زمستان های سرد و برفی می باشد.
از چهره های موفق این روستا می توان به دکتر حجت اله رضایی شرج آباد اشاره کرد.